# أمبرونيون

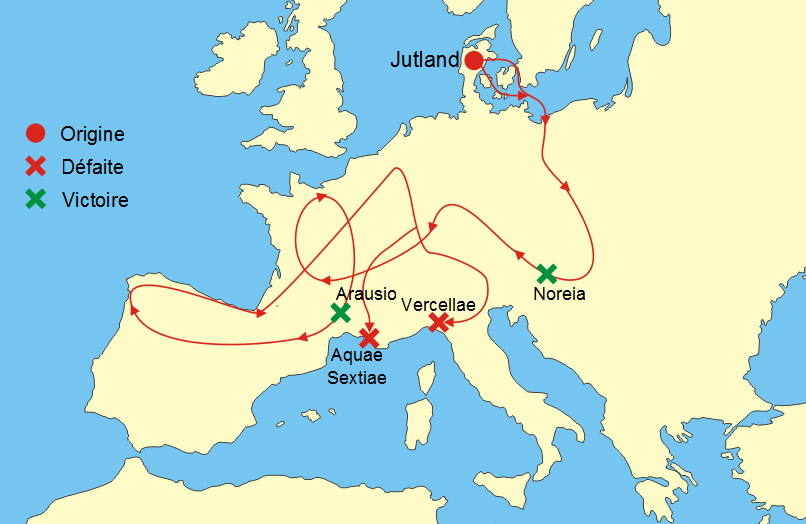

الأمبرونيون قبيلة ظهروا لفترة قصيرة في المصادر الرومانية العائدة إلى قرن الثاني قبل الميلاد. موقعهم في بداية تاريخهم القصير كان على ساحل شمال أوروبا شمال الراين في جزر فريزيا، في المنطقة التي تقع يسار زويدر زي ويوتلاند، والتي تشاركوا فيها مع جيرانهم القريبن السمبريين والتوتونيين.